# Scrittura beneventana

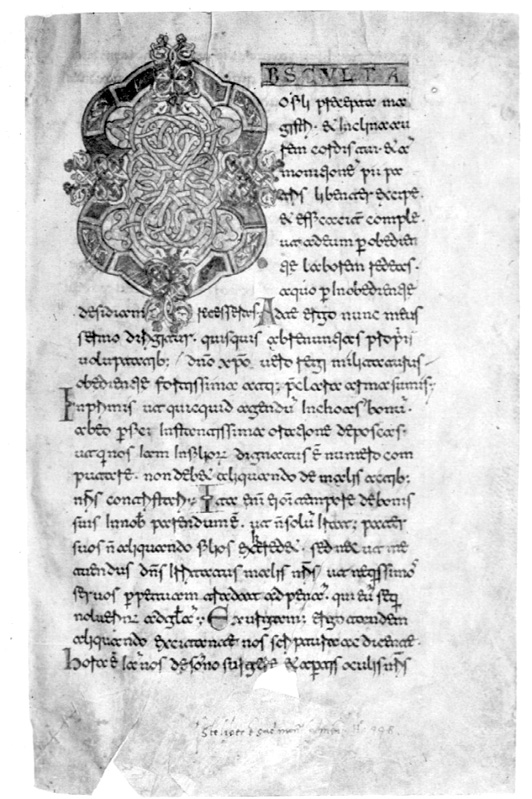
Regola di San Benedetto, scritta a Montecassino nel tardo XI secolo

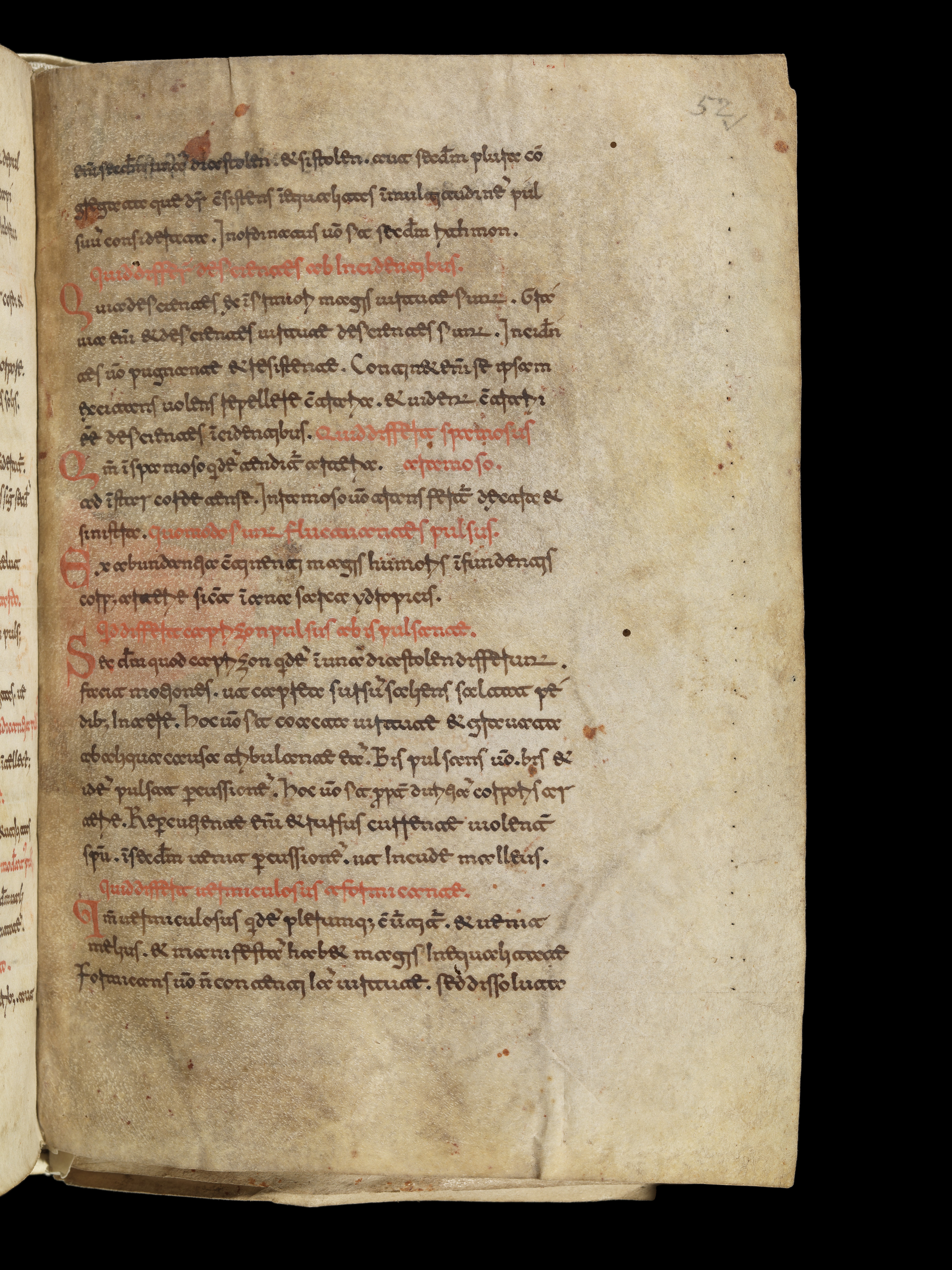
Tipizzazione cassinese

La scrittura beneventana è una grafia minuscola medievale, così chiamata in quanto originaria del ducato di Benevento nell'Italia meridionale. È stata anche chiamata scrittura langobarda (o longobarda o longobardisca) in quanto trae origine da territori abitati dai Longobardi (Langobardia Minor), e talvolta anche gotica; è stata denominata Beneventana per la prima volta dal paleografo Elias Avery Lowe. La Beneventana si distingue nelle tipizzazioni barese e cassinese.

## Storia
È associata con l'Italia a sud di Roma, ma è stata anche usata nell'area dalmata (nel monastero di San Crisogono a Zara) sotto l'influenza barese. Questa scrittura, sviluppatasi a partire da Benevento, è stata usata approssimativamente dalla metà dell'VIII secolo fino al XIII secolo, anche se ne esistono esempi fino al tardo XVI secolo. I centri più importanti della beneventana furono due: il Monastero di Montecassino e Benevento. La grafia del tipo barese (Bari type, secondo la definizione di Lowe), dove venne creata una variante della beneventana, si sviluppò nel X secolo dalla scrittura di Monte Cassino e per influsso di una minuscola di tipo greco. 
Le scritture dei due centri erano basate sulla minuscola romana usata dai Longobardi. In generale, la beneventana appare molto spigolosa. In accordo con Lowe, la forma perfetta fu raggiunta nell'XI secolo, quando Desiderio era abate di Montecassino, dopodiché inizio il suo declino. Nel corso del XIII secolo la grafia fu sostituita, per impulso delle dominazioni di Normanni e Svevi e dell'arrivo dell'ordine cistercense, dalla scrittura gotica, per sopravvivere soltanto in alcuni centri come Montecassino, Cava de' Tirreni e per breve tempo Salerno.

## Caratteristiche

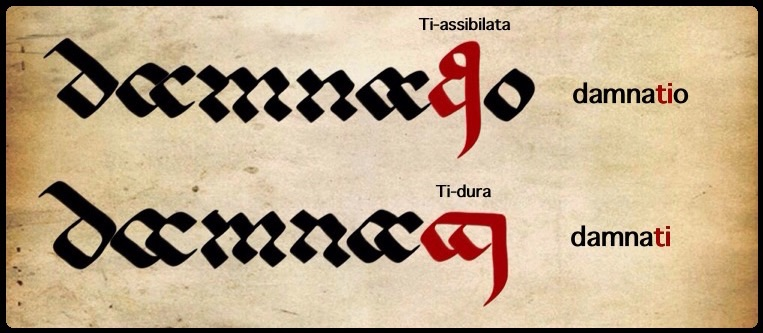
(Dannazione/dannati) Esempi di legature tra "t"e"i": nella prima la legatura indica che "ti" è assibilata e la parola si pronunciava al tempo 'damnazio', nella seconda non è così e la pronuncia è uguale all'italiano.

Le caratteristiche della beneventana comprendono molte legature e “tratti di connessione” - le lettere di una parola possono essere unite insieme da una linea, con delle figure oggi irriconoscibili. Le legature possono essere obbligatorie come "gi", "li", "ri" e "ti" (per "ti" esistono due diverse legature una per i casi in cui 'ti' si pronunci come in italiano e una per i casi in cui si pronuncia come l'italiano 'zi'), oppure opzionali; di queste alcune sono più frequenti come "et", "st" e "sti", altre più rare come "to" e "xp". Molte legature prendono origine dalla Nuova Corsiva Romana e quindi somigliano alle forme presenti nella visigotica e in quella merovingia; originale e peculiare rispetto alle altre due scritture è invece la legatura "st" con connessione apicale tra "s" e "t" che ha influenzato la pre-carolina tedesca e quindi la carolina, poi ripresa dagli umanisti. 
La t, come la "r" e la "i" può assumere molte forme a seconda della lettere con cui è legata. Le legature con le lettere e ed r sono anch'esse comuni. La e si può legare con la p con la legatura detta ad “asso di picche”. Nei primi esempi di beneventana, la lettera a ha un'apertura nella parte superiore, il che la rende simile alla lettera u; successivamente assomiglia a "cc" o "oc", con delle "code" discendenti sulla destra. Nella grafia di Bari, la lettera c ha una forma spezzata, e assomiglia alla forma beneventana della e. La e invece presenta un "braccio" mediano lungo in modo da distinguerla dalla c. La lettera d può presentare il tratto ascendente sia verticale sia piegato verso sinistra, mentre la lettera g rassomiglia alla forma onciale e la lettera i è molto alta e assomiglia alla l.

### Abbreviazioni scribali e punteggiatura

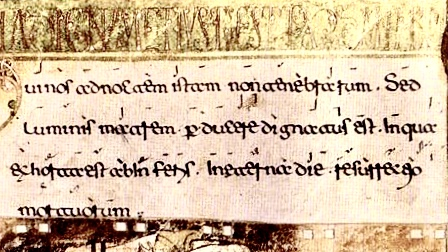
Tipizzazione barese

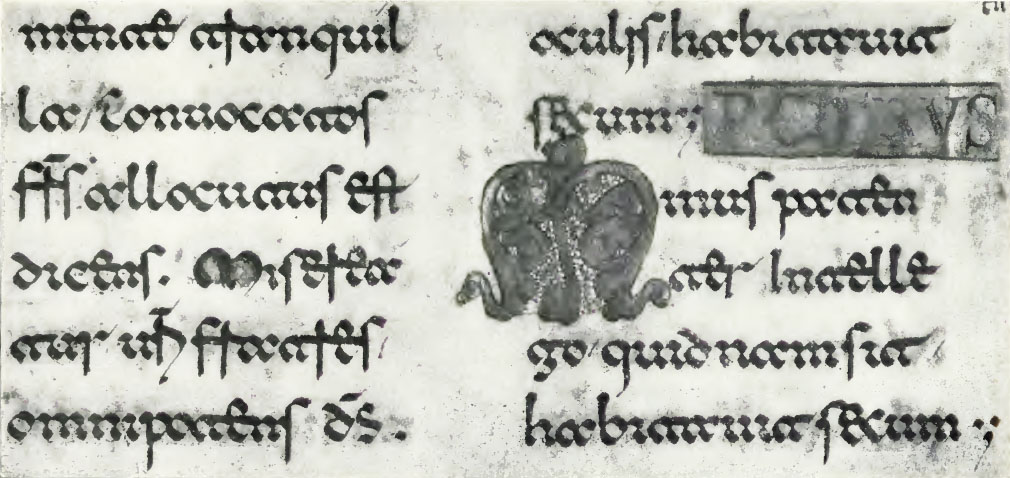
Tipizzazione cassinese

Questa scrittura ha alcune modalità di abbreviazioni e contrazioni particolari: similmente ad altre scritture latine, le lettere non inserite sono rappresentate da un trattino superiore (macron); la beneventana vi aggiunge a volte anche un punto. Esiste anche un simbolo simile al numero 3 o a una m obliqua usato quando la m viene omessa. In altre grafie vi è poca o nessuna punteggiatura, ma per la beneventana venne sviluppata la punteggiatura standard incluse le basi del moderno punto interrogativo.
La beneventana condivide molte caratteristiche con la scrittura visigotica e la scrittura merovingica: probabilmente gli aspetti comuni sono dovuti alla comune origine dalla scrittura romana.

### Tipizzazione cassinese

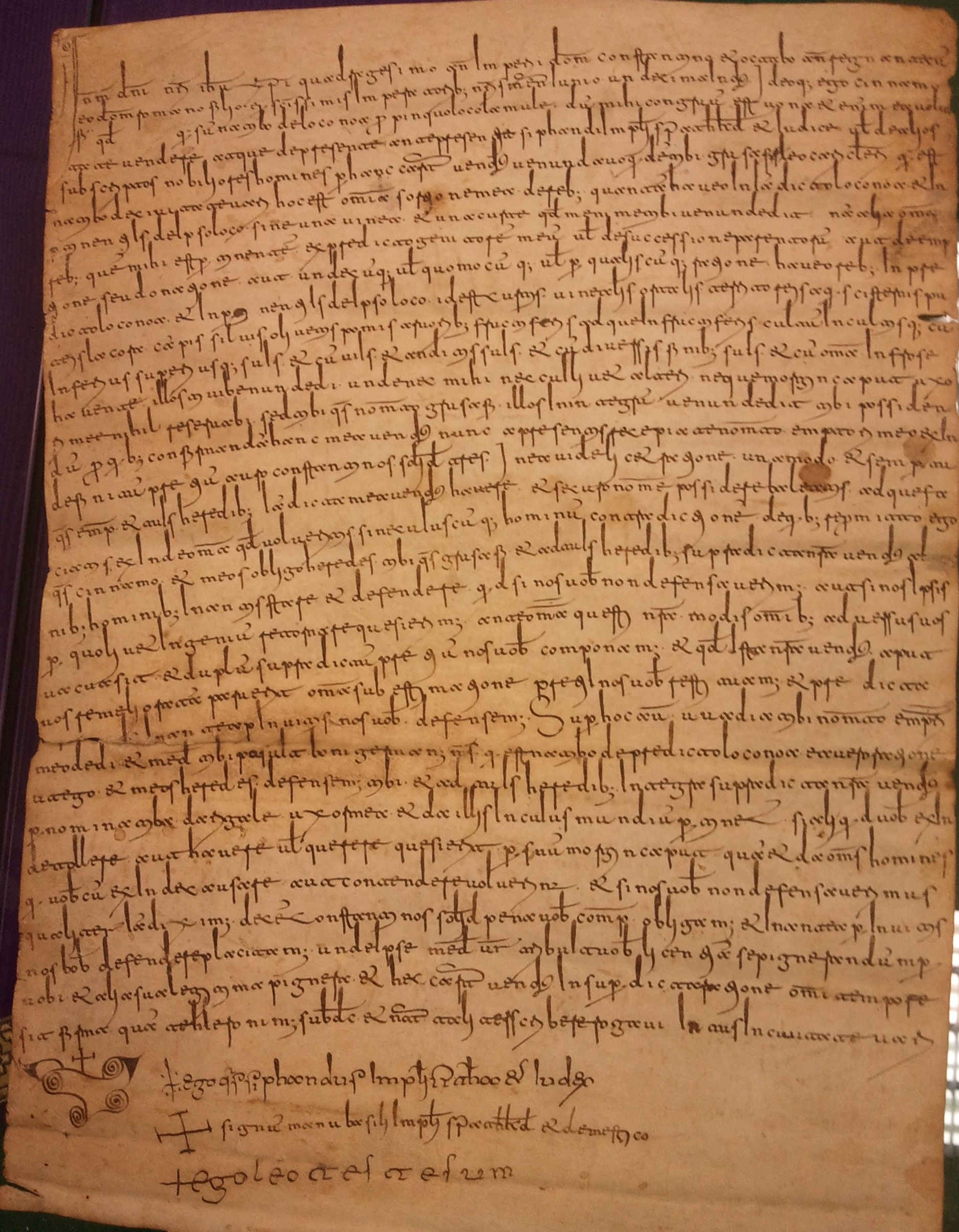
Documento privato in beneventana notarile, conservato nell'Archivio diocesano della Cattedrale di Bari, X secolo.

Variante elaborata nel monastero di Montecassino, sviluppatasi parallelamente alla tipizzazione barese, presentava tratti orizzontali, verticali ed obliqui verso destra molto spessi e quelli obliqui verso sinistra sottilissimi per l'uso di una penna mozza a sinistra. Con il XIII secolo la scrittura cassinese si fece più rigida, con modulo più ridotto, fitta e angolosa nel disegno, con le aste brevi spezzate, aumentarono le abbreviazioni e iniziò a manifestare elementi della scrittura carolina.

### Tipizzazione barese
La tipizzazione barese della Beneventana, di cui gli esempi più alti sono l'Exsultet I e II e un Evangeliario (conservato nella biblioteca apostolica vaticana), ha caratteristiche in parte differenti. Essa fu influenzata da un tipo di minuscola greca utilizzata a Bari ai tempi della dominazione bizantina. Presenta un modulo più ampio, arrotondamento delle forme, un tratteggio più sottile (favorito dall'utilizzo di penne a punta rigida alla greca), la nota tironiana per est (÷), aste ridotte, accanto alle lettere tipiche della scrittura beneventana.